# Римнічелу (Бреїла)
Римнічелу (рум. Râmnicelu) — село у повіті Бреїла в Румунії. Входить до складу комуни Римнічелу.
Село розташоване на відстані 147 км на північний схід від Бухареста, 32 км на захід від Бреїли, 41 км на південний захід від Галаца.

## Населення
За даними перепису населення 2002 року у селі проживали 1502 особи. Усі жителі села рідною мовою назвали румунську.
Національний склад населення села:
| Національність | Кількість осіб | Відсоток |
| -------------- | -------------- | -------- |
| румуни         | 1425           | 94,9%    |
| цигани         | 75             | 5,0%     |